# 齐斯泰兹机场
齐斯泰兹机场（丹麥語：Thisted Lufthavn），是丹麦的一座民用机场，位于特韦德，距特韦德、汉斯特霍尔姆和齐斯泰兹三地分别为2千米、7千米和13千米。
flying.dk曾经经营齐斯泰兹与哥本哈根之间的定期航班，但自2007年2月1日起终止。目前齐斯泰兹机场并无航班通航。